# Radiotelescópio

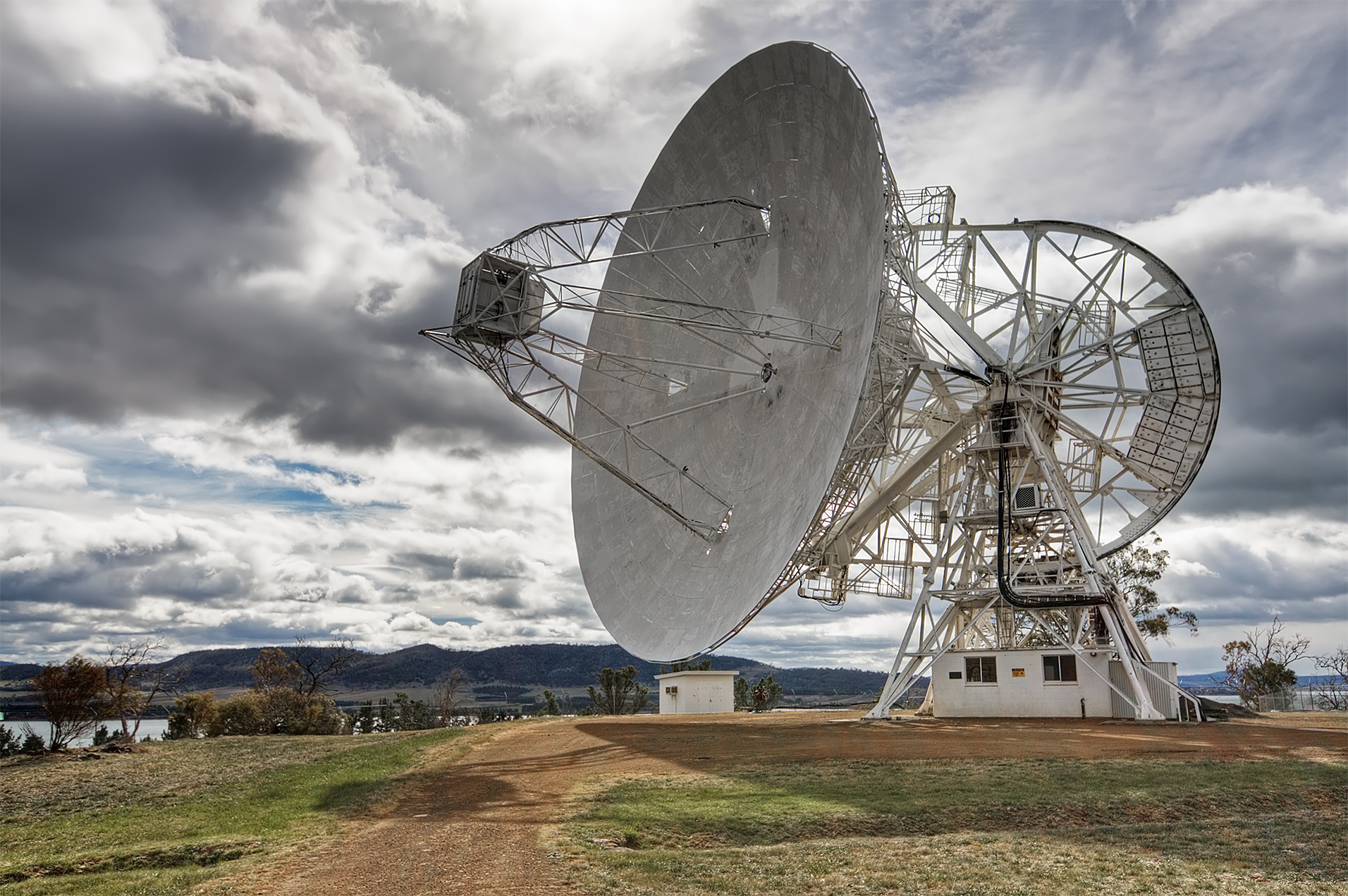
O radiotelescópio de 26 metros no Observatório Mount Pleasant, Tasmânia, Austrália.

Contrastando com um telescópio óptico, que produz imagens a partir da luz visível, um radiotelescópio observa as ondas de rádio emitidas por fontes de rádio, normalmente através de uma ou um conjunto de antenas parabólicas de grandes dimensões.

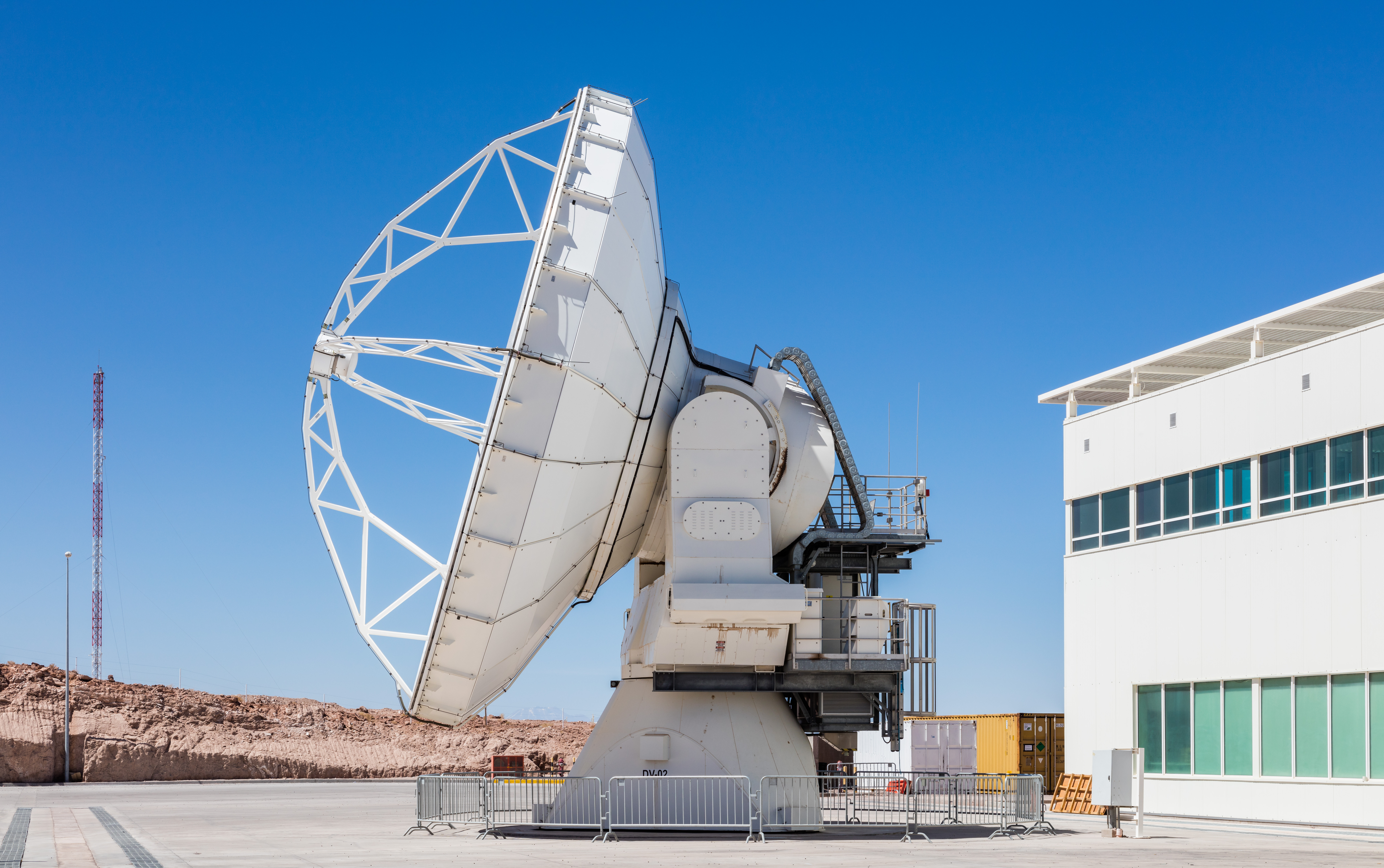
Observatório de ALMA, Atacama, Chile.

O maior radiotelescópio é o RATAN-600 (Rússia) com 576 m de diâmetro da antena circular.
No entanto, o mais conhecido (embora não sendo capaz de ser direccionado) foi o Radiotelescópio de Arecibo, localizado em Arecibo, Porto Rico. Outro, também muito conhecido, é o Very Large Array (VLA), em Socorro, Novo México. O maior radiotelescópio na Europa tem uma antena de 100 metros de diâmetro, em Effelsberg, Alemanha, e também foi, durante 30 anos, o maior, com a possibilidade de ser direccionado, até à inauguração do Telescópio Green Bank em 2000. O diâmetro típico de uma antena de um radiotelescópio é de 25 metros, e dezenas de radiotelescópios de tamanho idêntico operam em rádio-observatórios em todo o mundo.
No Brasil, o principal radiotelescópio existente é o Rádio Observatório de Itapetinga, com uma grande antena de quase 14 metros de diâmetro - tamanho muito próximo ao da antena encontrada em Euzébio, no Ceará, um dos principais equipamentos que medem a Geodésia no mundo - que observa, principalmente, dados provenientes do Sol, além de outras fontes como galáxias e planetas. Opera entre as frequências de 22 e 48 GHz. Em Cachoeira Paulista está localizado um dos radiotelescópios do Projeto GEM, que mede continuamente a emissão rádio da Via Láctea na faixa compreendida entre 408 MHz e 10 GHz. Atualmente, está em desenvolvimento o projeto do radiotelescópio BINGO, localizado em Aguiar, no sertão da Paraíba, destinado a medir o sinal de 21 cm para observar as Oscilações Acústicas de Bárions, além das Rajadas Rápidas de Rádio (FRB).
Em Portugal, foi instalado na Pampilhosa da Serra outro radiotelescópio do Projeto GEM.
A área da astronomia relacionada com as observações realizadas por estes radiotelescópios é designada de radioastronomia.
Muitos dos corpos celestes, como os pulsares ou galáxias activas (como os quasares), produzem radiação em radiofrequência e são, portanto, observáveis na região rádio do espectro electromagnético. Examinando a frequência, potência e tempo das emissões rádio destes objectos, os astrónomos podem aumentar a sua percepção do Universo.
Os radiotelescópios são também, ocasionalmente, incluídos na procura de vida extraterrestre e no acompanhamento das sondas espaciais (ver Deep Space Network) e satélites.
A China concluiu o maior radiotelescópio do mundo em julho de 2016. O novo radiotelescópio custou cerca de 165 milhões de euros e começou a ser construído em 2011. Localiza-se numa zona rural da província de Guizhou. O radiotelescópio vai ser inaugurado em setembro de 2016 e tem cerca de 500 metros de diâmetro, ultrapassando os 305 metros do até então maior equipamento do género, localizado em Porto Rico.